# توپولف تو-۱۱۶
توپولف تو-۱۱۶ (به انگلیسی: Tupolev Tu-116) یک هواگرد ساختِ کارخانهٔ توپولف در کشور اتحاد جماهیر سوسیالیستی شوروی است. نخستین استفاده‌کنندهٔ این هواپیما نیروی هوایی شوروی بوده‌است. این هواگرد برای نخستین بار در ۱۹۵۷ میلادی مورد استفاده قرار گرفت.